# JR貨物U40A形コンテナ
U40A形コンテナ（U40Aがたコンテナ）は、日本貨物鉄道（JR貨物）輸送用として籍を編入している24ft形の、私有コンテナ（有蓋（汎用）コンテナ）である。

## 概要
本形式の数字部位 「 40 」は、コンテナの容積を元に決定される。このコンテナ容積40 m3の算出は、厳密には端数四捨五入計算の為に、内容積39.5 m3 - 40.4 m3の間に属するコンテナが対象となる。また形式末尾のアルファベット一桁部位「A」は、コンテナの使用用途（主たる目的）が「普通品の輸送」を表す記号として付与されている。

## 特記事項
アルミ建材輸送用として1990年度に登場したのち、自動車部品輸送用のコンテナへと転用された。

## 番台毎の概要

### 9500番台
特別大型規格適用。